# Ampelocissus floccosa
Ampelocissus floccosa là một loài thực vật hai lá mầm trong họ Nho. Loài này được (Ridl.) Galet miêu tả khoa học đầu tiên năm 1967.